# Eriekanal
Der Eriekanal, seit 1918 New York State Barge Canal, im US-Bundesstaat New York verbindet den Eriesee bei Buffalo mit dem Hudson River. Neben dem Sankt-Lorenz-Strom bietet er einen Anschluss des Gebietes um die Großen Seen an den Atlantik per Binnenschifffahrt. New York City wuchs im 19. Jahrhundert wegen der Erschließung des Hinterlandes durch den Kanal zu einem wichtigen Umschlagplatz an der Mündung des Hudsons heran.

## Verlauf
Der Kanal zweigt nördlich von Albany, etwa 230 km nördlich von New York City, in einer Meereshöhe von 7 Meter vom Hudson River ab und folgt dem Mohawk River in westlicher Richtung bis nach Rome, wo er eine Höhe von 130 m erreicht. Danach folgen einige absteigende Schleusen nach Syracuse, bis nördlich des Seneca Lake (einer der Finger Lakes), wo ein Kanal zum Ontariosee abzweigt und mit 116 m die niedrigste Höhe des mittleren Abschnitts erreicht wird.
Von hier steigt der Kanal wieder auf 154 m an (bei Rochester). Hier überquert der Kanal auf einem Aquädukt (der inzwischen zu einer Straßenbrücke umfunktioniert wurde) den Genesee River und verläuft 103 km eben entlang der Niagara-Schichtstufe, bis diese in Lockport (Niagara County) durch fünf Schleusen bezwungen wird. Hier wird die Endhöhe von 172 m erreicht und nach weiteren 48 km die Mündung in den Niagara River in Tonawanda (heute ein nördlicher Stadtteil von Buffalo). Bei seiner Eröffnung am 26. Oktober 1825 war der Kanal 584 km lang, 12 Meter breit und 1,2 Meter tief.

## Geschichte

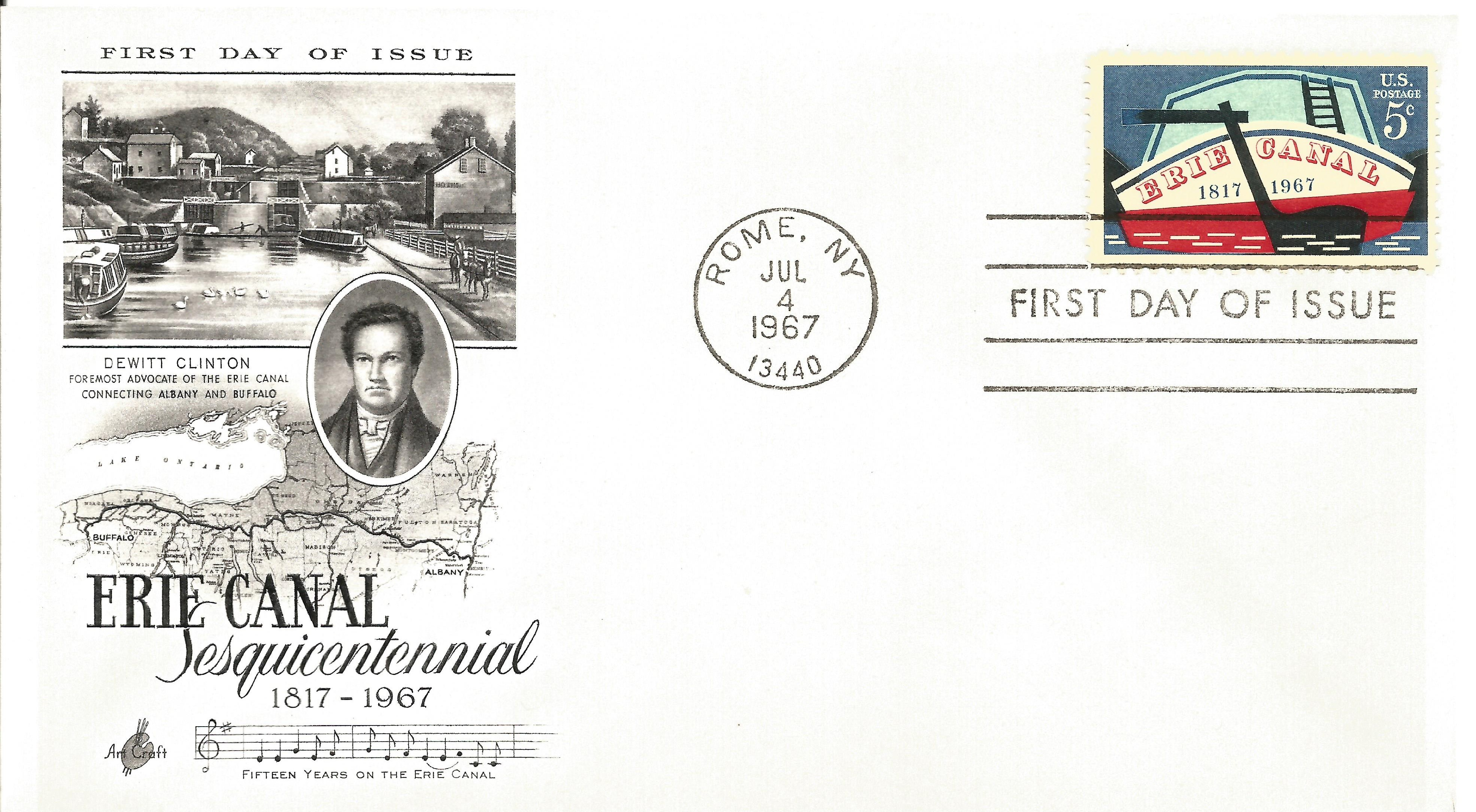
Sonderbriefmarke der US Mail auf Ersttagsbrief zum 150-jährigen Baubeginn des Kanals (1967): Streckenverlauf, Ansicht einer Schleuse, Anfangstakte des Liedes Fifteen Years on the Erie Canal und Porträt des Gouverneurs DeWitt Clinton

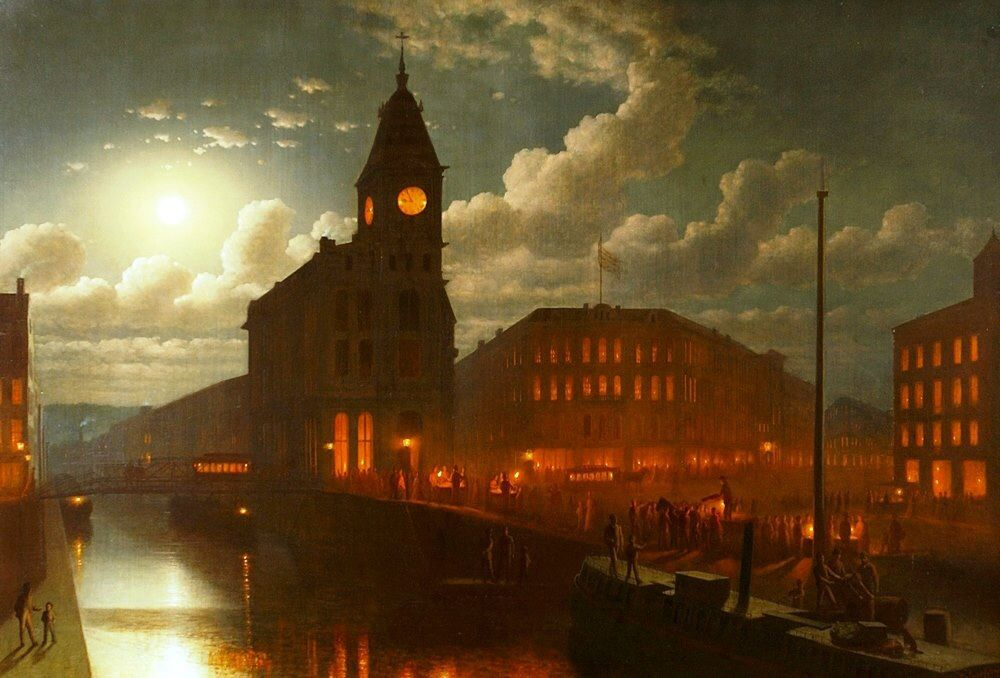
Eriekanal am Clinton Square in Syracuse bei Mondlicht, 1871, Gemälde von Johan Mengels Culverhouse, Onondaga Historical Association, Syracuse

Der Bau wurde bereits in den 1780ern  vorgeschlagen. Der Gouverneur von New York, DeWitt Clinton, erntete anfänglich nur Spott für seine Vision eines Kanals, der als Clinton's Ditch (Clintons Wassergraben) bezeichnet wurde. Präsident Thomas Jefferson wollte für den Bau des Kanals, den er für ökonomisch sinnlos hielt, keine Bundesmittel zur Verfügung stellen. Der Kanal verbinde – so Jefferson – New York nur mit der Wildnis bzw. den dünn besiedelten Gebieten von Ohio, Indiana und Illinois.
Dennoch begann im Jahre 1789 die Niagara Canal Company ohne staatliche Unterstützung mit der Planung des Baues. Die Bauarbeiten begannen 1817. Der erste Teil des Kanals wurde 1819 fertiggestellt und der gesamte Kanal konnte am 26. Oktober 1825 eröffnet werden. Chefingenieur war Benjamin Wright. Der Eriekanal verringerte die Transportkosten in die damals zum Großteil noch unerschlossenen Gebiete der Großen Seen um bis zu 90 %. Dadurch wurde die Besiedlung dieses Gebiets stark beschleunigt und der Aufstieg New Yorks zum wichtigsten Hafen der Ostküste begann. Goethe erwähnt in seinen Maximen und Reflexionen, die Stadt Neuyork werde „besonders seit der Eröffnung des Erikanals überschwänglich reich“.
Die Böden Neuenglands und großer Teile des Staates New York waren für den Ackerbau wenig geeignet. Dank des Kanals entstand ein Verkehrsweg ins fruchtbare Tal des Ohio River. Die Landwirtschaft im Mittleren Westen konnte dadurch ihre Produkte an der Ostküste absetzen. Dort entwickelten sich Handel, Finanzdienstleistungen und Industrie.
In den Jahren 1905 bis 1918 wurde der Kanal bei teilweise neuer Trassierung gründlich modernisiert und in New York State Barge Canal umbenannt, war aber weiterhin im Winter nicht befahrbar. Bei einer Breite von 40 Metern (Schleusen 13 m) und einer Tiefe von 3,7 Metern wurde er für motorisierte Schiffe bis 1800 Tonnen befahrbar. 1913 schrieb (vermutlich) der Vaudeville-Komponist Thomas S. Allen das Lied Fifteen Years on the Erie Canal (auch bekannt als Low Bridge, Everybody Down – „Niedrige Brücke, Köpfe einziehen!“) zur Erinnerung an die Maultiere, die die antriebslosen Lastkähne jahrzehntelang gezogen und so zum Aufstieg der Region beigetragen hatten. Nach der Inbetriebnahme des Sankt-Lorenz-Seewegs begann die Bedeutung des Eriekanals zu schwinden. Seit den 1990er Jahren dient er überwiegend der Freizeitschifffahrt.
Die nicht genutzten Abschnitte des alten Kanals wurden vielerorts dem Wildwuchs überlassen. Inzwischen werden jedoch durch private Initiativen manche Abschnitte restauriert und als Erholungsanlagen genutzt, u. a. von Paddlern und Radfahrern.

## Technisches Denkmal
Der Eriekanal wurde 1967 von der American Society of Civil Engineers in die List of National Historic Civil Engineering Landmarks aufgenommen.

## Film
- Von New York zu den Niagara-Fällen. Der Erie-Kanal. Dokumentation, 2005, 45 Min., Regie: Horst Cramer, Produktion: SWR, Erstsendung: 17. Juli 2005